# Tammany Hall

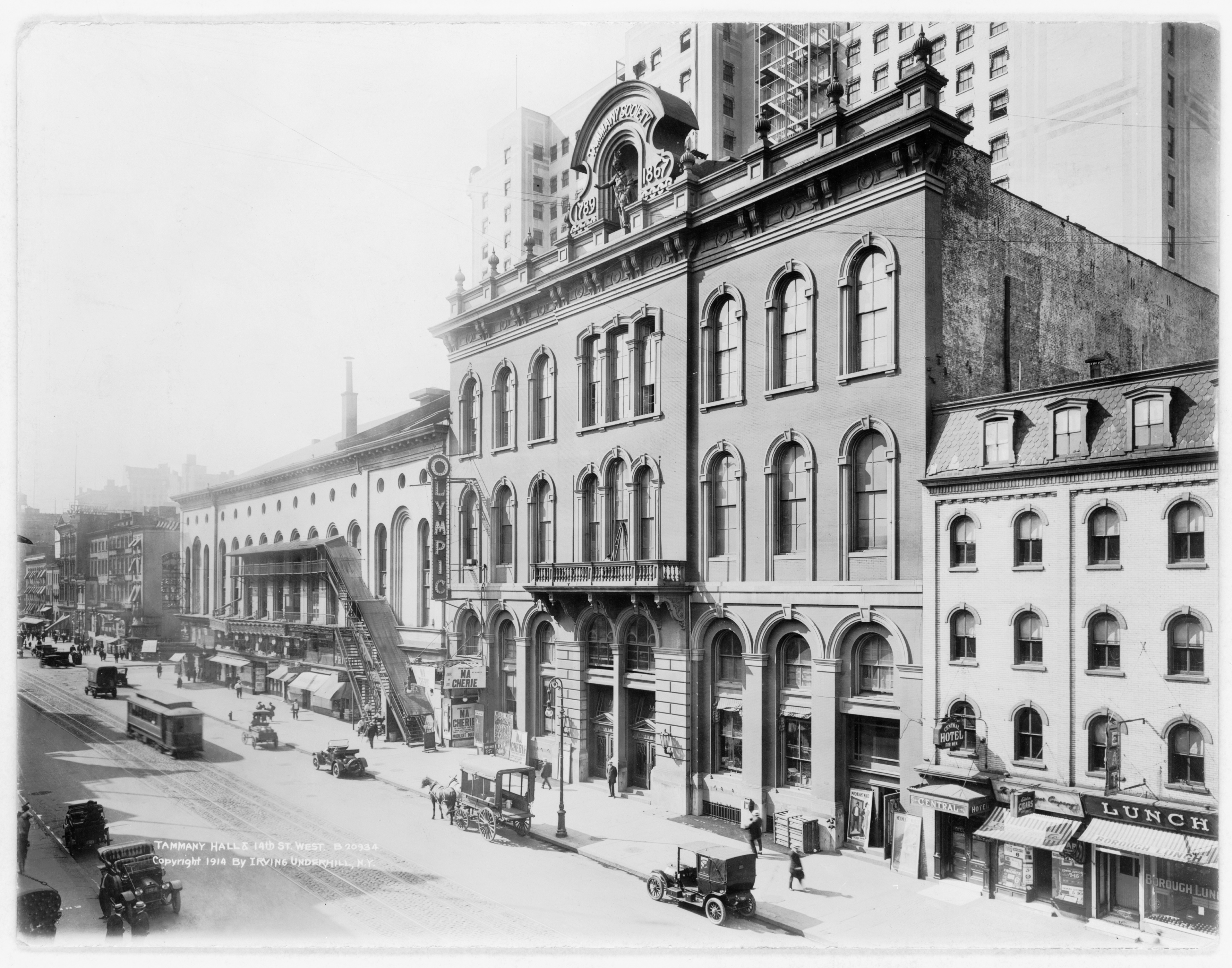
Het gebouw Tammany Hall waar de society gevestigd was.

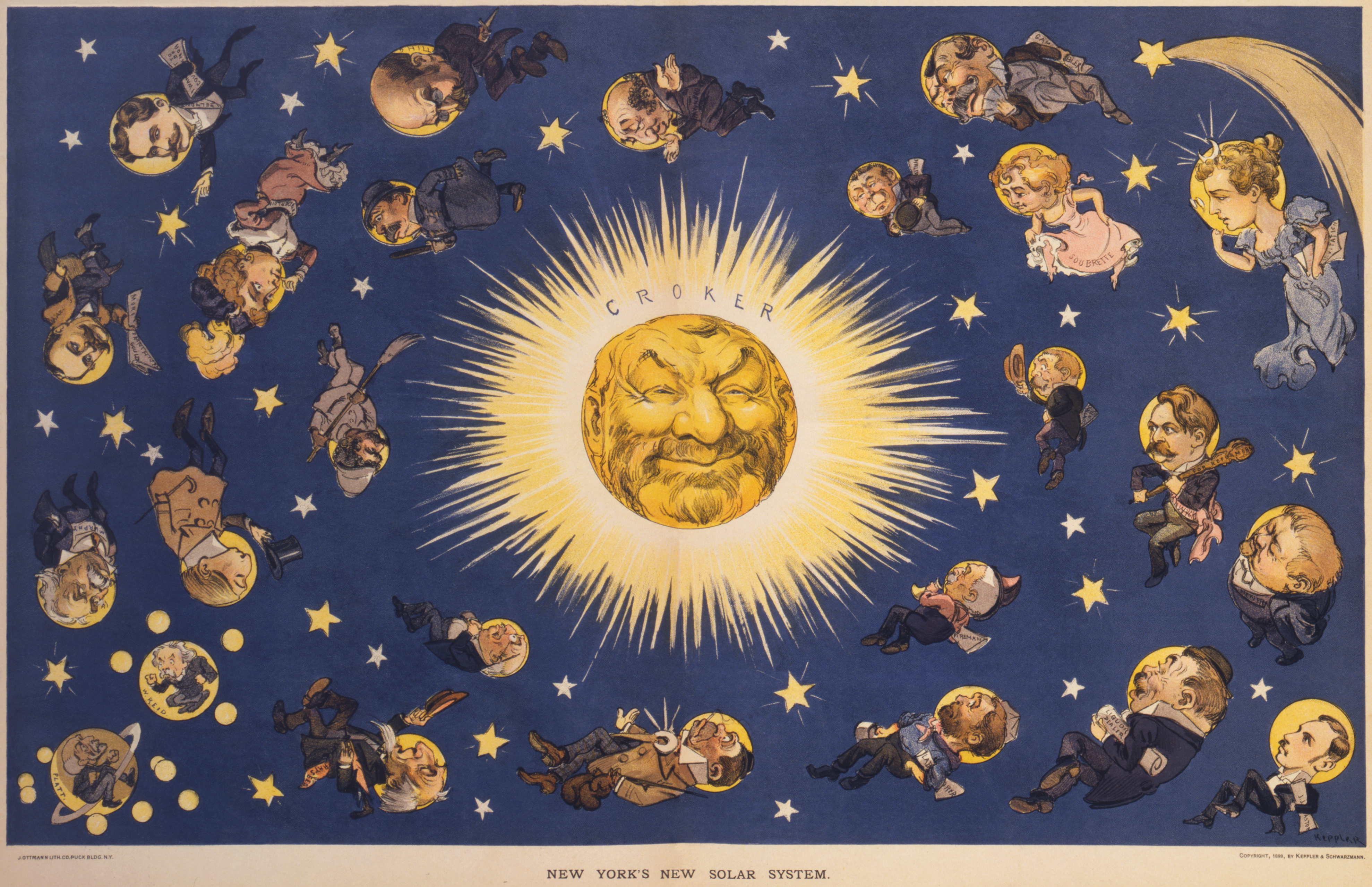
Spotprent uit 1898, waar de gehele New Yorkse politiek 'draait' om de grote baas Richard Croker, Grand Sachem van Tammany Hall.

Tammany Society (later vooral bekend als Tammany Hall), ook wel de Colombian Order, was een Amerikaanse patriottistische organisatie die zich inzette voor het behoud van democratische idealen. Later werd het vooral synoniem met de machtige partijmachine van Democratische Partij in de stad New York.
De Tammany Society werd in 1789 door William Mooney in New York opgericht en richtte zich aanvankelijk met name tegen de Federalistische Partij. Er werden 13 "stammen" opgericht, één in ieder van de toenmalige 13 staten. Het nationale karakter van de society was slechts een kort leven beschoren en in 1798 verkreeg Aaron Burr de controle over de society en verwerd het tot de partijmachine van de Democratische-Republikeinen, de voorloper van de Democratische Partij.
In 1858 begon de politieke opmars van William Tweed toen hij Grand Sachem in Tammany werd. Tweed vergaarde in de daarop volgende jaren steeds meer macht voor zichzelf en zijn politieke medestanders. De Tweed Ring zoals zij genoemd werden, opereerden vanuit Tammany Hall waar de society haar hoofdkwartier had. De corruptie in New York nam grote vormen aan totdat de krant New York Times in 1871 in een serie artikelen deze praktijken aan de kaak stelde. Tweed werd vervolgens gearresteerd en veroordeeld maar wist uiteindelijk naar Spanje te ontsnappen. Hij werd in 1876 naar de VS uitgeleverd en overleed in 1878 in een gevangenis in New York.
Ook hierna echter bleef de Democratische Partij vanuit Tammany Hall grote invloed uitoefenen. Kandidaten van de society bezetten meerdere politieke posities waaronder die van burgemeester van New York. Tammany-burgemeester Jimmy Walker moest na een corruptieschandaal in 1932 aftreden. Na de Tweede Wereldoorlog en hervormingen in de Democratische Partij verloor Tammany Hall geleidelijk haar invloed. Een van de laatst zittende Tammany-burgemeesters, Robert F. Wagner Jr., was nog wel twaalf jaar aan de macht, maar met het burgemeesterschap van de onafhankelijke Democraat Ed Koch was de invloed van Tammany over de New Yorkse Democraten definitief gebroken.